# 무함마드 6세

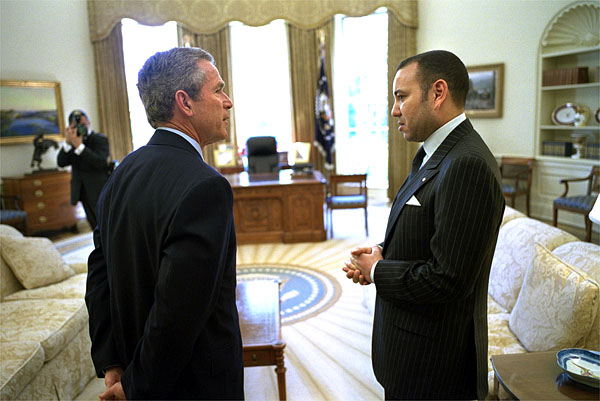
조지 W. 부시 미국 前 대통령과 이야기를 나누고 있는 무함마드 6세 (오른쪽)

무함마드 6세(1963년 8월 21일 ~ , 아랍어: محمد السادس)는 1999년 7월 23일부터 모로코를 다스리고 있는 모로코의 현 국왕이다. 그는 1999년 7월 23일 그의 아버지의 죽음으로 왕위를 계승했다.

## 교육
그는 태어남과 동시에 왕위 계승자로 지목되었다. 그의 아버지인 하산 2세는 그가 어릴 때부터 종교와 정치에 대하여 교육시키고 싶어했다. 그는 4살부터 왕궁의 코란 학교를 다니며 종교적이며 전통적인 교육을 받았다.
초, 중등 교육을 왕립 학교에서 마치고 1985년 라바트에 있는 모하메드5세대학교에서 법학 분야 문학사 학위를 받았다. 그의 연구 논문은 "아랍-아프리카 연합과 국제 관계에서 모로코의 전략"이었다. 그는 또한 왕립 대학과 라바트 대학에 자주 나타났다. 같은 해인 1985년, 그는 범아랍경기대회 의장과 모로코 군 중령으로 임명되었다.
그는 1987년 그의 첫 정치학 석사학위를 받았으며, 1988년 7월에는 공공법 분야에서 석사학위를 받았다.
1988년 11월, 그는 브뤼셀에서 유럽 위원회의 의장이었던 자크 들로르와 함께 연수를 받았다.
그는 1993년 10월 29일, 프랑스 니스 부근의 니스-소피아 앙티폴리스(Nice-Sophia Antipolis) 대학교에서 ‘EEC와 마그레브(Maghreb) 간 관계’라는 논문으로 심사위원단의 극찬과 함께 법학 박사학위를 받았다.
무함마드 6세는 1994년 7월 12일 소장으로 진급했고, 같은 해에 문화고등위원회 위원장에 취임했으며 1999년까지 모로코 군 총사령관으로 복무했다. 1999년 7월 23일, 그의 아버지가 서거하며 왕위를 이어받아 일주일 뒤 모로코의 국왕으로 등극했다.
그는 2000년 6월 22일 조지 워싱턴 대학교에서 모로코의 민주주의 발전에 이바지한 공으로 명예 박사학위를 받았다.

## 사회적 개혁과 자유화
무함마드 6세가 왕좌에 오른 직후, 그는 텔레비전으로 그의 나라에 연설하며 가난과 부패를 말소하고 일자리를 만들며 모로코의 인권을 개선하겠다고 약속했다. 이슬람 근본주의자들은 그의 정책을 반대하였고, 그의 정책 중 몇몇은 근본주의자들을 분노하게 만들었다. 그는 또한 '무다와나'라 불리는, 여성에게 더 많은 권한을 주는 새로운 가족 제도를 만들었다. 그 법은 2004년 2월 발효되었다.
2010년 12월, 위키리크스는 왕 자신이 고도의 부패 혐의가 있다는 외교 전문을 공개했다.
무함마드 6세는 하산 2세 치하에서 자행되었던 인권 유린을 조사하는 위원회인 '공정화해위원회(IER)'를 만들었다. 그러나 그 위원회는 무함마드가 왕좌에 오른 1999년까지의 인권 침해에 대한 보고를 할 수 없었다. 이러한 방침은 민주주의를 향한 진전이라는 점에서 많은 이들에게 환영받았지만, 인권 유린의 가해자를 밝힐 수 없기에 비판 받았다. 인권단체들에 따르면, 학대가 여전히 모로코에 존재한다. 2011년 모로코의 시위는 부패, 정치인들을 향한 일반적인 불만, 경제위기로 자극받은 더 나은 삶을 향한 열망으로 시작되었다. 왕은 시위대에게 대답으로 전진된 개혁을 약속했다.
2011년 3월 9일의 연설에서 왕은 사법부가 왕으로부터 독립되며 의회가 탄핵을 비롯한 견제의 능력을 얻을 것이라고 말했다. 그리고 왕은 개헌위원회를 구성하여 6월까지 신헌법의 초안을 만들겠다고 선언했다.
7월 1일, 유권자들은 왕의 다음과 같은 정치 개혁안을 승인했다.
- 베르베르어를 아랍어와 더불어 공식어로 지정한다.
- 국가는 소수부족의 문화를 보호하기 위하여 노력한다.
- 왕은 다수당으로부터 총리를 지명할 의무를 지닌다. 이전에는 어느 정당도 결정적인 우위를 점하지 않은 경우, 기술관료를 총리로 지명할 수 있었다.
- 왕은 더 이상 신성하진 않으나 그의 온전함은 불가침의 영역이다.
- 대사, 공기업 최고경영자, 지방단체장 등의 고위 공무원은 국왕이 주재하는 국무회의로 임명되던 과거와 다르게 총리가 임명에 개입한다.
- 총리는 정부의 수반이며 국회해산권을 갖는다.
- 왕을 대신하여 총리가 국가 정책을 결정하는 각료회의를 주재한다.
- 의회는 왕이 갖고 있던 사면권을 갖는다.
- 사법부는 행정부와 입법부로부터 독립된다. 왕이 독립을 보장한다.
- 여성은 남성과 동등한 시민, 사회적 권리를 갖는다. 이전의 경우, 1996년 헌법으로 부여된 정치적 평등만이 보장되었다.
- 왕은 군 통수권을 비롯하여 외교권, 사법권, 총리 지명 및 탄핵권, 종교 관련 권한을 갖는다.
- 모든 시민은 사상과 표현의 자유를 지닌다.